# Râul Valea Lacului, Toplicioara cu Apă
Râul Valea Lacului este un curs de apă, afluent al râului Toplicioara cu Apă. 

## Hărți
- Harta Munților Vâlcan  Arhivat în 15 iunie 2011, la Wayback Machine.